# Héctor Novick
Héctor Novick Balducci (* 20. Jahrhundert; † 25. Juni 2012) war ein uruguayischer Basketballspieler und Sportfunktionär.
Héctor Novick war Präsident des uruguayischen Erstligavereins Montevideo Basket Ball Club, für den er in früheren Jahren auch als Basketballspieler aktiv war. Die Spielstätte des uruguayischen Basketballvereins, das Gimnasio Hector Novick, trägt zudem seit April 2009 seinen Namen. Novick war der Vater des ehemaligen El-Tanque-Sisley-Präsidenten Edgardo Novick und der Großvater der beiden Profifußballspieler Marcel Novick (Peñarol) und Hernán Novick (Fénix).